# Clifton Park
Clifton Park – miasto w Stanach Zjednoczonych, w stanie Nowy Jork, w hrabstwie Saratoga.